# EPR paradoks
EPR paradoks (skraćeno: EPR) ili EPR argument, misaoni je pokus kvantne mehanike, nazvan po prvim slovima prezimena Alberta Einsteina, Borisa Podolskog i Nathana Rosena, koji su 1935. osmislili misaoni eksperiment kako bi osporili Kopenhagensku interpretaciju i time pokazali da je kvantna mehanika nepotpuna teorija. Trojac je tvrdio kako EPR dokazuje da valna funkcija ne nudi potpun opis ukupne fizičke stvarnosti, pa Kopenhagenska interpretacija nije adekvatna. Nepotpunost kvantne mehanike EPR paradoks pokazuje na način da nalazi slučaj u kojem je moguće, uz pretpostavku lokalnosti, imati istovremeno definirane veličine pozicije i količine gibanja za neku česticu - što je u suprotnosti s Heisenbergovim relacijama neodređenosti. Razrješenje paradoksa, na kojeg je trebalo čekati gotovo pola stoljeća i koje je otvorilo nove grane unutar fizike,  ima važne implikacije za kvantnu mehaniku.

## Povijest
Od samoga početka razvoja kvantne mehanike (često se u izvorima navodi da kvantna mehanika započinje Planckovim teorijskim kvantiziranjem energije harmoničkih oscilatora, 14. prosinca 1900. godine), postojale su nesuglasice glede interpretativnih pitanja. U takvim raspravima, koje su se formalno vodile i na čuvenim Solvayevim konferencijama. Na Solvayevoj konferenciji održanoj 1927., pod nazivom Elektroni i fotoni, na kojoj su se sastali jedni od najboljih fizičara toga vremena, konačno je oblikovana Kopenhagenska interpretacija kvantne mehanike, čiji je glavni zagovaratelj bio Niels Bohr. Jedan od glavnih protivnika te interpretacije, uz Erwina Schrödingera, bio je Albert Einstein. Diskusije između Nielsa Bohra i Alberta Einsteina su bile toliko intenzivne da su i danas predmet istraživanja među fizičarima i povjesničarima znanosti.
Einsteinova glavna zamjerka Bohrovoj kvantnoj teoriji bila je nelokalnost (koju je nazivao "sablasno djelovanje na daljinu"), stoga je raznim misaonim eksperimentima pokušao pokazati da je kvantna mehanika nepotpuna. Smatrao je da kvantnomehanička valna funkcija ne predstavlja informacije o jednoj čestici, nego o ansamblu čestica. Premda se nakon 1927. činilo da je Einstein "izgubio bitku" po pitanju interpretacije kvantne mehanike, 1935. godine, zajedno sa suradnicima Podolskim i Rosenom, u Physical Reviewu publicira članak pod nazivom Can Quantum-Mechanical Description of Physical Reality be Considered Complete? (hrv. Može li kvantnomehanički opis prirode biti smatran potpunim?). U njemu su autori pokušali pokazati da je kvantna mehanika nepotpuna teorija.
Zanimljivo je da Albert Einstein nije vidio članak prije publikacije, premda je dao glavnu ideju. Naknadno je izjavio da nije bio zadovoljan člankom jer je smatrao da je sam formalizam zasjenio poruku: 
- ”For reasons of language this [paper] was written by Podolsky after several discussions. Still, it did not come out as well as I had originally wanted; rather, the essential thing was, so to speak, smothered by the formalism [Gelehrsamkeit].”[6]

Također, suradnja s mladim ruskim fizičarom Podolskim naglo je završila nakon publikacije ovog članka jer je Podloski, bez znanja Einsteina, dao redakciji The New York Timesa, informacije o tome da "Einstein napada kvantnu teoriji", a isti magazin je na naslovnici objavio ovu vijest kao senzaciju.

## Interpretacije relacija neodređenosti
Ključna stvar za razumijevanje EPR argumenta je neslaganje u stavovima između Bohra i Einsteina po pitanju Heisenbergovih relacija neodređnosti, te, općenitije, po pitanju nekomutirajućih operatora. Komutacijske relacije pozicije i količine gibanja definirane su:
{\displaystyle [{\hat {x}},{\hat {p}}]=i\hbar }
Gdje se {\displaystyle {\hat {x}}} i {\displaystyle {\hat {p}}} operatori pozicije i količine gibanja, a {\displaystyle \hbar } reducirana Planckova konstanta. Komutacijske relacije između komponenti spina defirane kao:
{\displaystyle [S_{i},S_{j}]=i\hbar \varepsilon _{ijk}S_{k}}
Gdje su {\displaystyle S_{\alpha }} komponente spina, a {\displaystyle \varepsilon _{ijk}} Levi-Civita simbol. 
Po Kopenhagenskoj kvantnoj mehanici, ako dvije fizikalne veličine ne komutiraju, one nemaju istovremenu fizikalnu realnost. Što znači da ako poznajemo poziciju, količina gibanja nema realnost (tj. ne postoji). Također, ako čestici poznajemo komponentu spina u x-smjeru, to znači da čestica nema ostale komponente spina.  S druge strane, Einstein je to vidio kao naznaku nepotpunosti teorije, a ne kao znak da neke fizikalne veličine ne postoje ako znamo njihove konjugirane parove. Stoga će Einstein pokušati dokazati da je kvantne mehanika nepotpuna upravo koristeći Heisenbergove relacije neodređenosti.

## EPR argument

### Početne premise članka
Paradoks uključuje dvije spregnute čestice prema zakonima kvantne mehanike. Po Kopenhagenskoj interpretaciji kvantne mehanike, čestice nemaju točno određeno stanje, nego su u superpoziciji stanja; prilikom mjerenja, čestica, po aksiomu mjerenja, pada u jedno od mogućih stanja. U tom trenu, kvantno stanje druge čestice također postaje utvrđeno. 
EPR počinje sa sljedećim definicijama:
1. Potpunost: "Svaki element fizikalne stvarnosti mora imati odgovarajući element u fizikalnoj teoriji."
2. Realnost: "Ako se vrijednost neke fizikalne veličine može predvidjeti sa sigurnošću, tj. s vjerojatnosti 1, bez poremećivanja sustava, tada ta veličina ima fizikalnu realnost."
3. Lokalnost: "..s obzirom na to da u momentu mjerenja dva sistema više ne interagiraju, nikakva realna promjena ne može se desiti s drugim sustavom kao posljedica onoga što se događa s prvim sustavom."

Primjenjujući gornje premise i držeći se formalizma kvantne mehanike, članak nas navodi na dvije moguće opcije:
(a) ili je opis stvarnosti dan kvantnomehaničkom valnom funkcijom nepotpun,
(b) ili dvije nekomutirajuće varijable mogu imati istovremenu realnost.

### Struktura originalnog argumenta
EPR promatra sustav od dvije čestice kojem je valna funkcija takva da je česticama relativna pozicija i ukupna količina gibanja - sačuvana. To znači da ako poznajemo poziciju jedne čestice, po definiciji odmah možemo znati poziciju druge čestice; isto tako, ako poznajemo količinu gibanja prve čestice, po definiciji možemo znati količinu gibanja druge čestice. 
Dvije čestice razdvojimo toliko daleko da ništa što napravimo prvoj čestici, ne može utjecati na ono što se događa s drugom česticom (lokalnost). Možemo zamisliti da je jedna čestica na Zemlji, a druga na Proximi Centauri, koja je udaljena 4.243 svjetlosne godine od Zemlje (to znači da svjetlosti treba 4.243 godine da prijeđe takvu udaljenost). 
Ako promatrač na Zemlji odluči mjeriti količinu gibanja čestice na Zemlji, valna funkcija koja opisuje sustav te dvije spregnute čestice bit će definirana kao 
{\displaystyle \Psi (x_{1},x_{2})=\int _{-\infty }^{\infty }\psi _{p}(x_{2})u_{p}(x_{1})dp.}
Gdje su 
{\displaystyle u_{p}(x_{1})=exp{\Big (}{\dfrac {2\pi i}{h}}px_{1}{\Big )},} {\displaystyle \psi _{p}(x_{2})=exp{\Big (}-{\dfrac {2\pi i}{h}}(x_{2}-x_{0})p{\Big )}}
vlastite funkcije količine gibanja prve i druge čestice, s vlastitim vrijednostima p i -p, respektivno. 
Ako promatrač na Zemlji mjeri količinu gibanja njegove čestice, i dobije da je to vrijednost p, on odmah zna da je vrijednost količine gibanja druge čestice -p. Kako iz formalizma kvantne mehanike proizlazi da to zna sa sigurnošću, kažemo da je količina gibanja u tom slučaju element stvarnosti, odnosno da je realna. Međutim, kako vrijedi pretpostavka lokalnosti, odnosno kako ništa što je promatrač na Zemlji napravio nije moglo utjecati na ono što se događa s drugom česticom, koja je više od 4 svjetlosne godine udaljena od Zemlje, prisiljeni smo pretpostaviti da je količina gibanja druge čestice već bila definirana i prije nego što je promatrač na Zemlji napravio mjerenje, te je svojim mjerenjem tek otkrio vrijednost količine gibanja druge čestice. Temeljem te pretpostavke razvijena je kvantnomehanička teorija skrivenih varijabli.
Međutim, promatrač na Zemlji je jednako tako mogao umjesto količine gibanja odabrati mjerenje pozicije čestice. Tada bi valna funkcija sustava dvije čestice bila definirana kao
{\displaystyle \Psi (x_{1},x_{2})=\int _{-\infty }^{\infty }\varphi _{x}(x_{2})v_{x}(x_{1})dx}
Gdje su
{\displaystyle v_{x}(x_{1})=\delta (x_{1}-x),} {\displaystyle \varphi _{x}(x_{2})=\int _{-\infty }^{\infty }exp{\Big (}{\dfrac {2\pi i}{h}}(x-x_{2}+x_{0})p{\Big )}dp=h\delta (x-x_{2}+x_{0})}
vlastite funkcije pozicije prve i druge čestice, s točno određenim vlastitim vrijednostima pozicije. 
Što znači da će promatrač na Zemlji mjerenjem pozicije čestice na Zemlji sa sigurnošću moći reći gdje se druga čestica nalazi, odnosno pozicije tih čestica bit će element stvarnosti, tj. realne. Međutim, kako vrijedi pretpostavka lokalnosti, odnosno kako ništa što je promatrač na Zemlji napravio nije moglo utjecati na ono što se događa s drugom česticom, koja je više od 4 svjetlosne godine udaljena od Zemlje, prisiljeni smo pretpostaviti da je pozicija druge čestice već bila definirana i prije nego što je promatrač na Zemlji napravio mjerenje, te je svojim mjerenjem tek otkrio vrijednost pozicije druge čestice.
Stoga je promatrač na Zemlji mogao birati hoće li mjeriti poziciju ili količinu gibanja svoje čestice i u svakom slučaju bi dobio točno određenu vrijednost pozicije ili količine gibanja druge čestice. No kako su čestice previše udaljene jedna od druge i kako nemaju vremena "komunicirati", prisiljeni smo pretpostaviti da su količina gibanja i pozicija druge čestice bile već unaprijed definirane i da su nam se otkrile činom mjerenja istih tih fizikalnih vrijednosti prve čestice na Zemlji. 
No kako su operatori pozicije i količine gibanja nekomutirajuće varijable, odnosno, po Kopenhagenskoj interpretaciji nemaju istovremenu realnost (npr. ako čestica ima točno definiranu poziciju, onda joj je količina gibanja nedefinirana, odnosno nije realna), a EPR upravo pokazuje da mogu postojati sustavi za koje je nužno zaključiti da moraju imati unaprijed definiranu poziciju i količinu gibanja, pa zaključak EPR članka navodi da kopenhagenska interpretacija kvantne mehanike mora biti nepotpuna teorija.

### Zaključak EPR argumenta i Bohrov odgovor
Koristeći početne premise i uzimajući formalizam kvantne mehanike kao točan i potpun, došli smo do zaključka da Heisenbergove relacije neodređenosti nisu valjane, odnosno da dvije nekomutirajuće varijable mogu imati istovremenu realnost. Odnosno dovedeni smo do sljedećega:
(a) ili je opis stvarnosti dan kvantnomehaničkom valnom funkcijom nepotpun,
(b) ili dvije nekomutirajuće varijable mogu imati istovremenu realnost.
Međutim, negiranjem (a) također negiramo i (b), stoga je jedini mogući zaključak taj da je (a) ispravno, odnosno, da je opis stvarnosti kvantnomehaničkom valnom funkcijom nepotpun.
Iste godine, kada je publiciran EPR članak, i u istome časopisu, te uz isti naslov, Niels Bohr je objavio svoj odgovor u kojem je kritizirao same početne premise EPR članka. Točnije, kritizirao je kriterij realnosti tvrdeći da je dio u kojem se zahtjeva određivanje fizikalne veličine "bez poremećivanja sustava" problematičan.

## Jednostavna verzija EPR argumenta
Einstein, Podolsky, i Rosen su zamislili sljedeću situaciju: imamo dvije kvantno spregnute čestice, i, ne mjereći ih, jednu prenesemo na Mjesec, dok druga ostane na Zemlji. Prema Kopenhagenskoj interpretaciji, u trenu kad se stanje čestice na Zemlji izmjeri, ono postaje utvrđeno, a u istom tom trenutku, stanje čestice na Mjesecu, u kvantnoj sprezi s prvom česticom, također mora postati utvrđeno. To je u suprotnosti s Einsteinovom teorijom relativnosti, jer implicira kako je čestica na Zemlji u trenutku mjerenja "poslala poruku" čestici na Mjesecu o svojem kvantnom stanju, kako bi i čestica na Mjesecu mogla preuzeti isto kvantno stanje, brzinom većom od svjetlosti (jer svjetlosti do Mjeseca treba 1,255 sekundâ). 
Još jedna implikacija paradoksa je da se čestici može izmjeriti i položaj i stanje (spin) preciznije nego što dopušta Heisenbergovo načelo neodređenosti, kao i determinizam. 

## Bohm - Aharonov EPR argument (EPRB)
Godine 1957. u članku naslovljenom Discussion of Experimental Proof for the Paradox of Einstein, Rosen and Podolski teorijski fizičari David Bohm i Yakir Aharonov predstavljaju EPR argument u formi misaonog eksperimenta sa spinovima čestica (umjesto s pozicijom i količinom gibanja, kako je to predstavljeno u EPR članku). Ovaj članak je bitan jer se prvi put eksplicitno spominje mogućnost nelokalnosti (što ne treba čuditi, pošto je David Bohm tvorac de Broglie - Bohmove interpretacije kvantne mehanike, koja je suštinski nelokalna). 

### Spin elektrona
Autori promatraju molekulu čiji je totalni spin nula i koja se sastoji od dva atoma, gdje svaki atom ima spin 1/2. Takav sistem formira singlet valnu funkciju
{\displaystyle \psi ={\frac {1}{\sqrt {2}}}(\psi _{+}(1)\psi _{-}(2)-\psi _{-}(1)\psi _{+}(2))}
Gdje su s {\displaystyle \psi _{+}(1)} i {\displaystyle \psi _{-}(21)} označene valne funkcije prvog i drugoga atoma, a sa znakovima plus i minus, njihovi spinovi na proizvoljnoj osi. Valna funkcija nam govori da su dva atoma u superpoziciji stanja različitih spinova, ali i to da ako je spin (u određenom smjeru) prvog atoma "gore", spin (u istom smjeru) drugoga atoma mora biti "dolje", i obrnuto. Što znači da mjerenjem spina jednog atoma, odmah saznajemo i spin drugoga. Autori zaključuju da bi se takav sustav (od dva atoma), u načelu, mogao toliko razdvojiti jedan od drugoga, tako da više ne mogu međusobno interagirati. Kao i kod EPR-a, sada bismo mogli mjeriti spin jednog razdvojenog atoma i, zahvaljujući toj informaciji, automatski otkriti spin drugoga atoma.
Primjenjujući jednak način argumentiranja kao i kod EPR argumenta, dolazimo do zaključka da bi promatrač mogao odrediti bilo koju komponentu spina sa sigurnošću, što bi značilo da je svaka komponenta spina element realnosti. No, kako komponente spina ne komutiraju (odnosno, po Kopenhagenu, nemaju istovremenu realnost), takav zaključak bi bio u kontradikciji s kvantnom mehanikom, te bi značio da je kvantna mehanika nepotpuna teorija. 
Ako bi predviđanja kvantne mehanike bila točna, to bi značilo da postoji interakcija između sistema - bez obzira na udaljenost, odnosno nelokalnost. Autori zaključuju da bi takvo nešto bilo izvan okvira tadašnjeg razumijevanja kvantne mehanike.

### Polarizacija fotona
Sa željom da se EPR argumentu omogući eksperimentalna verifikacija, Bohm i Aharonov reformuliraju verziju EPR argumenta sa spinom elektrona u verziju EPR argumenta s polarizacijom fotona. Upravo će takva verzija osigurati eksperimentalnu provjeru EPR argumenta putem Bellove nejednakosti.
Autori promatraju anihilaciju elektron-pozitornskog para čiji su rezultat dva fotona suprotne količine gibanja i u stanju međusobno ortogonalne polarizacije. Nalaze da bi nova valna funkcija, koja bi vjerno slijedila EPR argument, ali i sačuvala ortogonalnost i invarijatnost na rotaciju, imala formu 
{\displaystyle \phi _{1}={\dfrac {1}{\sqrt {2}}}(\psi _{1}-\psi _{2})={\dfrac {1}{\sqrt {2}}}(C_{1}^{x}C_{2}^{y}-C_{1}^{y}C_{2}^{x})\psi _{0}}
Gdje je {\displaystyle \psi _{0}} radijacijsko polje, a {\displaystyle C_{1}^{x}} i {\displaystyle C_{2}^{y}} su operatori kreacije photona polariziranih u x i y smjeru, i obrnuto. 
Valna funkcija nam govori da su dva fotona u stanju superpozicije po polarizaciji; odnosno, ako jedan foton ima polarizaciju u x-smjeru, drugi sigurno ima polarizaciju u y-smjeru i obratno. Ova verzija EPR argumenta poznata i je kao EPRB argument, gdje "B" stoji u za Bohma.

## Bellov teorem
Bellov teorem je vrsta no-go teorema kojeg je irski teorijski i eksperimentalni fizičar John Stewart Bell prvi put iznio 1964. godine u članku On the Einstein-Podolsky-Rosen Paradox, a koji govori da ako su određena predviđanja kvantne mehanike točna, naš svijet je nelokalan.
Bell u članku uzima EPR argument ozbiljno, sa svim njegovim definicijama i pretpostavkama, i pita se da li može reproducirati rezultate kvantne mehanike (za koje se pretpostavlja da su točni, odnosno da matematički formalizam kvantne mehanike daje točne rezultate) ako pretpostavi da lokalnost vrijedi, kao što je pretpostavka u EPR članku. Analizirajući EPR, Bell postavlja dvije mogućnosti:
- (i) ili su vrijednosti spina svake čestice definirane od početka, te se te vrijednosti razotkrivaju mjerenjem (lokalnost),
- (ii) ili u trenutku mjerenja dolazi do nelokalne interakcije između dva sustava (čestice).

Oba slučaja objašnjavaju rezultate kvantne mehanike. Bellova taktika se svodi na to da matematički pokaže da je tvrdnja (i) nemoguća, što za posljedicu ima prihvaćanje mogućnosti (ii), odnosno nelokalnost. 

### CHSH nejednakost
Clauser-Horne-Shimony-Holtova (CHSH) nejednakost poopćen je oblik Bellove nejednakosti. Krenuvši od pretpostavke lokalnosti, Bell redefinira kvantnomehaničke observable na način da ne ovise samo o mjerenju (spina u nekom smjeru {\displaystyle {\vec {a}}}), nego i o skrivenoj varijabli {\displaystyle \lambda }
{\displaystyle A({\vec {a}})\rightarrow A({\vec {a}},\lambda )}, 
{\displaystyle B({\vec {b}})\rightarrow B({\vec {b}},\lambda )}.
S mogućim vrijednostima 
{\displaystyle A({\vec {a}},\lambda )=\{-1,0,+1\}},
{\displaystyle B({\vec {b}},\lambda )=\{-1,0,+1\}}
gdje je uključena i nula kao mogućnost da nema detekcije, te gdje je distribucija skrivenih varijabli normalizirana
{\displaystyle \int _{}^{}d\lambda \rho (\lambda )=1}.
Očekivana vrijednost zajedničkog mjerenja za dva proizvoljna smjera {\displaystyle {\vec {a}}} i {\displaystyle {\vec {b}}} je
{\displaystyle E({\vec {a}},{\vec {b}})=\int _{}^{}d\lambda \rho (\lambda )A({\vec {a}},\lambda )B({\vec {b}},\lambda )}.
Istražujući slučaj za istovremeno dva mjerenja u različitim osima, matematički se može doći do konačne relacije
{\displaystyle S_{QM}=E({\vec {a}},{\vec {b}})-E({\vec {a}},{\vec {b}}')+E({\vec {a}}',{\vec {b}}')+E({\vec {a}}',{\vec {b}})\leq 2}
gdje je {\displaystyle S} funkcija koja se naziva Bellova parametarska funkcija. Nejednakost zahtjeva da je taj parametar manji ili jednak 2.

### Kršenje Bellove nejednakosti
Ako je lokalnost točna pretpostavka, rezultati kvantne mehanike ne bi smjeli kršiti Bellovu nejednakost, tj. Bellova parametarska funkcija ne smije biti veća od vrijednosti 2. Promotrimo slučaj elektrona u singlet stanju, iz Bohm-Aharonova članka. 
{\displaystyle \left|\psi \right\rangle ={\frac {1}{\sqrt {2}}}(\left|\uparrow \right\rangle \left|\downarrow \right\rangle -\left|\downarrow \right\rangle \left|\uparrow \right\rangle )}.

Matrična reperezentacija tih stanja je definirana kao
{\displaystyle \left|\uparrow \right\rangle ={\begin{bmatrix}1\\0\\\end{bmatrix}}\quad \left|\downarrow \right\rangle ={\begin{bmatrix}0\\1\\\end{bmatrix}},}

Sada možemo izračunati očekivanu vrijednost
{\displaystyle E({\vec {a}},{\vec {b}})=\langle \psi |{\vec {\sigma }}{\vec {a}}\otimes {\vec {\sigma }}{\vec {b}}\left|\psi \right\rangle },

Gdje su {\displaystyle \sigma } Paulijeve matrice
{\displaystyle {\vec {\sigma }}={\begin{bmatrix}\sigma _{x}\\\sigma _{y}\\\sigma _{z}\end{bmatrix}}\quad \sigma _{x}={\begin{bmatrix}0&1\\1&0\\\end{bmatrix}}\quad \sigma _{y}={\begin{bmatrix}0&-i\\i&0\\\end{bmatrix}}\quad \sigma _{z}={\begin{bmatrix}1&0\\0&-1\\\end{bmatrix}}.}
Ako su vektori smjera normalizirani, dobivamo da je očekivana vrijednost
{\displaystyle E({\vec {a}},{\vec {b}})=-{\vec {a}}{\vec {b}}.}
Neka su nam osi mjerenja razmaknute za 45 stupnjeva, tako da
{\displaystyle \alpha -\beta =\alpha '-\beta '=\alpha '-\beta ={\frac {\pi }{4}},\quad \alpha -\beta '={\frac {3\pi }{4}}.}
U tom slučaju pokušajmo reproducirati vrijednost Bellove parametarske funkcije
{\displaystyle |E({\vec {a}},{\vec {b}})-E({\vec {a}},{\vec {b}}')|+|E({\vec {a}}',{\vec {b}}')+E({\vec {a}}',{\vec {b}})|\leq 2}
{\displaystyle |-\cos(\alpha -\beta )+\cos(\alpha -\beta ')|+|-\cos(\alpha '-\beta ')-\cos(\alpha '-\beta )|\leq 2}
{\displaystyle |-\cos({\frac {\pi }{4}})+\cos({\frac {3\pi }{4}})|+|-\cos({\frac {\pi }{4}})-\cos({\frac {\pi }{4}})|\leq 2}
{\displaystyle |-{\frac {\sqrt {2}}{2}}-{\frac {\sqrt {2}}{2}}|+|-{\frac {\sqrt {2}}{2}}-{\frac {\sqrt {2}}{2}}|\leq 2}
{\displaystyle 2{\sqrt {2}}\leq 2}
Kao što vidimo, vrijednost Bellove parametarska funkcije je veća od 2. Ovo je poznato i kao "maksimalno moguće kršenje Bellovih nejednakosti". 

### Zaključak
S obzirom na to da kršenje Bellovih nejednakosti pokazuje da nije moguće reproducirati rezultate kvantne mehanike uz pretpostavku lokalnosti - mogućnost (i) - prisiljeni smo prihvatiti mogućnost (ii): kvantna mehanika je nelokalna teorija.

## Eksperimentalna provjera EPR-a
Eksperimentalni fizičari  Alain Aspect, Phillipe Grangier i Gerard Roger, 1982. godine osmislili su eksperiment u kojem su provjerili da li je Bellova nejednakost prekršena u slučaju fotonske verzije EPR argumenta, koju su predložili Bohm i Aharonov.
Par linearno polariziranih fotona u ortogonalnim smjerovima proizveden je {\displaystyle J=0\rightarrow J=1\rightarrow J=0} kaskadom u Kalciju-40. Valne duljine fotona iznosile su 551.3 i 422.7 nanometra i emitirani su učestalosti od {\displaystyle 5*10^{7}} puta u sekundi. Polarizacija je mjerena s polarizacijskim kockama napravljenim od dvije prizme s dielektričnim tankim filmovima. Svaki polarimetar vršio je nasumičnu rotaciju oko osi nadolazećih fotona, a eksperimentalni uređaj imao je elektroniku koja je razlikovala detekciju parova fotona od detekcije običnog fotona.
Mjerenje je pronašlo gotovo maksimalno narušenje Bellove nejednakosti, točnije {\displaystyle S_{QM}=2.70\pm 0.05}. 1982. godine to je bilo najjače kršenje Bellovih nejednakosti ikada postignuto. S time su bila potvrđena Bellova predviđanja.

## Rješenje EPR paradoksa
Eksperimenti, kojima su teorijsku pretpostavku otvorili radovi Johna S. Bella i David Bohma,  napravljeni osamdesetih godina prošlog stoljeća od strane Aspecta i ostalih, potvrdili su predviđanja kvantnomehaničkog formalizma, te time potvrdili da je osnovna premisa EPR članka - lokalnost - bila pogrešna. Naime, prilikom mjerenja jedne čestice dolazi do nelokalnog utjecaja na drugu česticu, bez obzira na udaljenost među česticama. To je intrinsično svojstvo kvantne mehanike. 
Premda je Einsteinova osnova premisa (lokalnost) bila pogrešna, svojim člankom je otvorio nova saznanja o kvantnoj mehanici, te udario temelje za nova znanstvena područja (npr. kvantnu informatiku). EPR članak, do današnjeg dana, citiran je više od 15 000 puta.
Unatoč tome što je sam Bell smatrao da njegova nejednakost pokazuje da je kvantna mehanika nelokalna, danas u teorijskoj fizici postoje i drugačija mišljenja.

## Književnost
Hrvatski fizičar Ivan Supek napisao je roman EPR-efekt koji je objavio 1995. godine, a radnja se zbiva 2007. godine. Prvo je to Supkovo djelo iz područja znanstvene fantastike. Fabula nastaje na osnovi ovog paradoksa, koji parapsiholozi pokušavaju iskoristiti za uvođenje tajanstvenih zraka. Roman otkriva manipulativne mogućnosti i zloupotrebu znanosti koje možda i nisu samo znanstvena fantastika, nego i realna opasnost.

## Vanjske poveznice
- Viva-fizika: EPR fenomen i Bellove nejednakosti  Arhivirana inačica izvorne stranice od 12. siječnja 2017. (Wayback Machine)
- Luka Popov: Einstein–Podolsky–Rosen (EPR) argument i posljedice  Arhivirana inačica izvorne stranice od 12. siječnja 2017. (Wayback Machine)
- YouTube predavanje: EPR paradoks i Bellova nejednakost